# L'Île de la reine morte
L'Île de la reine morte est le 29e album de la série de bande dessinée Papyrus de Lucien De Gieter. L'ouvrage est publié en 2007.